# The Woman with the Whip
The Woman with the Whip (“La mujer con el látigo”) fue una biografía de Eva Perón escrita por Mary Main. Publicada en Inglaterra y Estados Unidos, formó parte de la campaña propagandística instrumentada por la dictadura autodenominada Revolución Libertadora.[cita requerida]
La obra ha sido considerada «el libro que más ha influido sobre la mitología anti-Evita» y la más «hostil» de las biografías sobre la mujer de Juan Domingo Perón. En ella se la acusa de megalómana y se la presenta como una mujer movida por el resentimiento y la sed de venganza. El libro fue solicitado por la editorial Doubleday a la escritora Mary Main, nacida en Argentina en una familia británica y emigrada a los Estados Unidos. Publicada originalmente en 1952 bajo el seudónimo «María Flores», en Argentina apareció en 1955 publicada por la editorial La Reja, ya con el nombre real de la autora. Sería reeditada en 1980 con la inclusión de un epílogo adicional. The Woman with the Whip sirvió como inspiración para el musical Evita (1978).